# Circuit intégré 7404

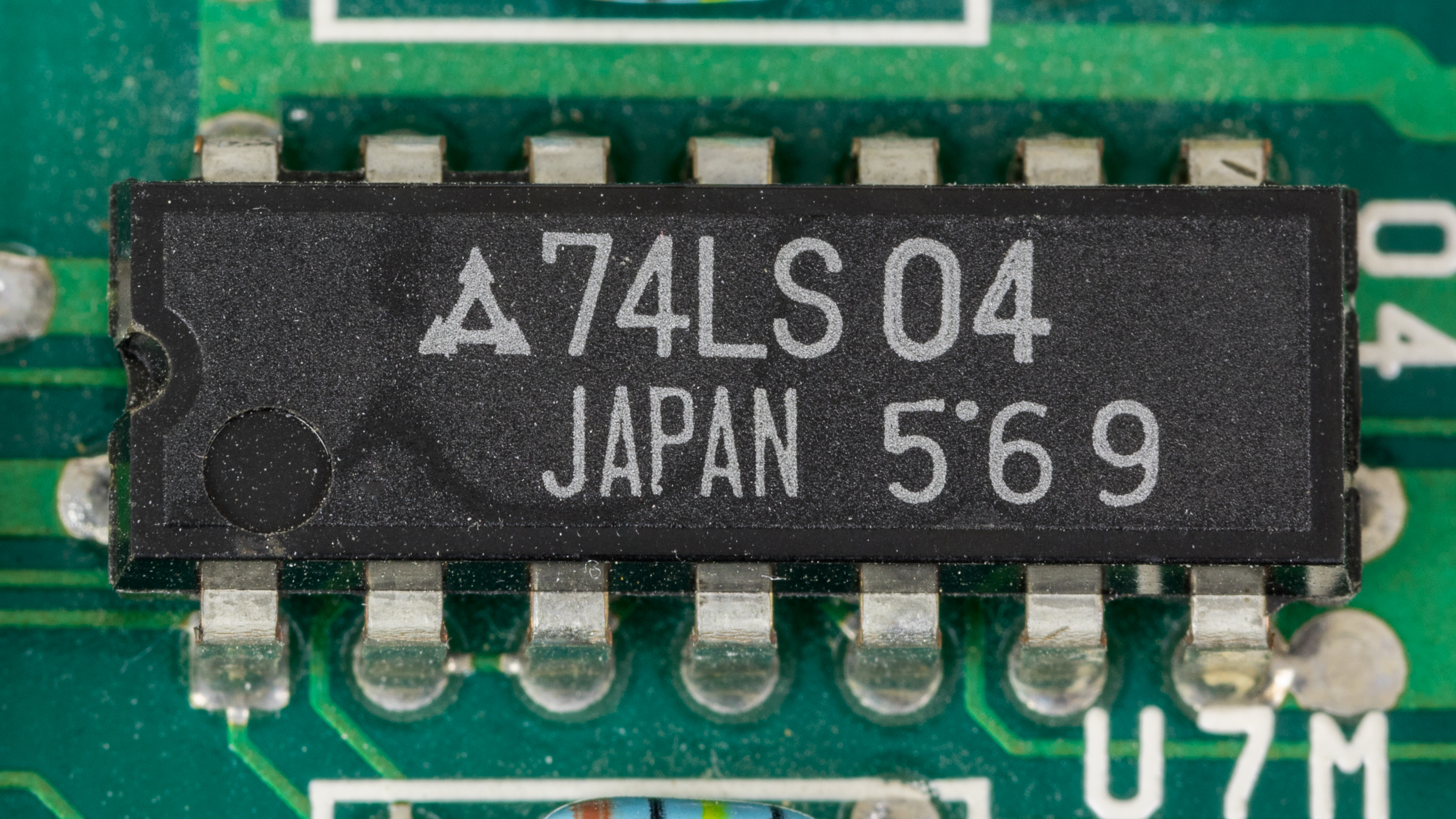
Circuit intégré 7404 (Panasonic 74LS04)

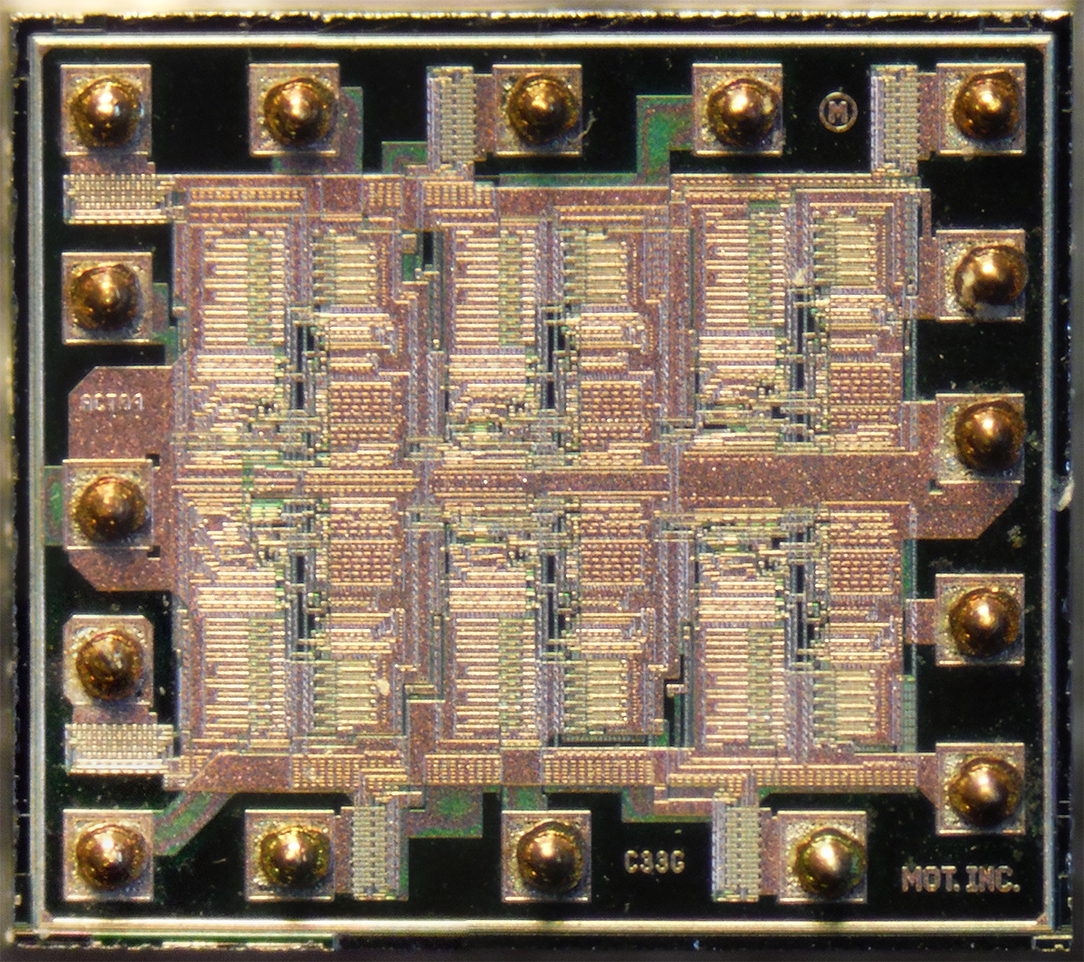
Die d'un 74ACT04

Le circuit intégré 7404, fait partie de la série des circuits intégrés 7400 utilisant la technique TTL.
Ce circuit est composé de six portes logiques indépendantes inverseuses NON.

## Brochage

Brochage des boîtiers DIP
(vue du dessus)

## Table de vérité
| Entrée | Sortie |
| A      | Y      |
| ------ | ------ |
| 0      | 1      |
| 1      | 0      |

## Performances

### Vitesse
L'inverseur logique étant une porte élémentaire, les temps de propagation des signaux logiques entre les entrées et la sortie sont proches des minima réalisables dans chacune des séries TTL considérées.
| Circuit     | tPLH (ns) | tPLH (ns) | tPHL (ns) | tPHL (ns) | Conditions RL / CL |
| Circuit     | typ.      | max.      | typ.      | max.      | Conditions RL / CL |
| ----------- | --------- | --------- | --------- | --------- | ------------------ |
| SN54/7404   | 12        | 22        | 8         | 15        | 400 Ω / 15 pF      |
| SN54/74H04  | 6         | 10        | 6,5       | 10        | 280 Ω / 25 pF      |
| SN54L04     | 35        | 60        | 31        | 60        | 4 kΩ / 50 pF       |
| SN54/74LS04 | 9         | 15        | 10        | 15        | 2 kΩ / 15 pF       |
| SN54/74S04  | 3         | 4,5       | 3         | 5         | 280 Ω / 15 pF      |
| SN54/74S04  | 4,5       | –         | 5         | –         | 280 Ω / 50 pF      |

(D'après Texas Instruments.)
| Notes : |
| --- |

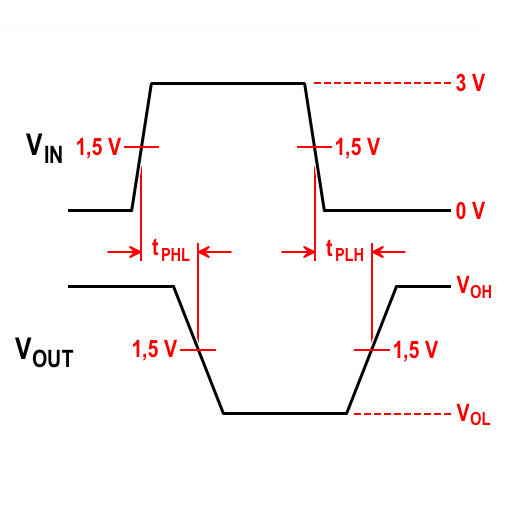
Définition des temps de propagation d'après Texas Instruments

| Valeurs mesurées à TA = 25 °C (température ambiante) et VCC = 5 V tPLH : temps de propagation au travers de la porte d'un signal logique produisant une transition bas→haut sur la sortie tPHL : temps de propagation au travers de la porte d'un signal logique produisant une transition haut→bas sur la sortie typ. : valeur typique max. : valeur maximale RL, CL : charge de test connectée à la sortie de la porte |

### Consommation de courant
| Circuit     | ICCH | ICCH | ICCL | ICCL | Unité |
| Circuit     | typ. | max. | typ. | max. | Unité |
| ----------- | ---- | ---- | ---- | ---- | ----- |
| SN54/7404   | 6    | 12   | 18   | 33   | mA    |
| SN54/74H04  | 16   | 26   | 40   | 58   | mA    |
| SN54L04     | 0,33 | 1,2  | 1,74 | 3,06 | mA    |
| SN54/74LS04 | 1,2  | 2,4  | 3,6  | 6,6  | mA    |
| SN54/74S04  | 15   | 24   | 30   | 54   | mA    |

(D'après Texas Instruments.)
| Notes : |
| --- |
| ICCH : courant d'alimentation, sorties à l'état haut ICCL : courant d'alimentation, sorties à l'état bas typ. : valeur typique max. : valeur maximale |